# Aspidorhynchiformes
Aspidorhynchiformes (que significa "forma de focinho de escudo") é uma ordem extinta de peixes com nadadeiras raiadas. Ele contém apenas uma única família, a Aspidorhynchidae. Os membros do grupo são conhecidos por seus rostros alongados e cônicos, de comprimento variável, formados a partir de pré-maxilas fundidas. Eles são geralmente interpretados como teleósteos de grupo-tronco. O alcance do grupo se estende desde o Jurássico Médio até o final do Paleoceno.

## Anatomia
A característica mais distintiva dos Aspidorhynchiformes são os rostros alongados em forma de tubo, que são formados a partir de ossos pré-maxilares fundidos. As escamas são lepidosteóides, semelhantes às dos gars.